# Dvojna točka
Dvojna točka (ali samopresečišče) je točka, kjer krivulja seka samo sebe. To je  točka, kjer se sekata dve veji  iste krivulje. Tudi tangenti v tej točki sta različni. Pri ravninski krivulji, ki je definirana kot {\displaystyle f(x,y)=0}, kjer je {\displaystyle f(x,y)} gladka funkcija realnih  spremenljivk x in y, je dvojna točka singularnost funkcije f, kjer postaneta oba parcialna odvoda enaka 0. 